# Kokomo Murase
Kokomo Murase (Japans: 村瀬心椛) (Gifu, 7 november 2004) is een Japanse snowboardster. Ze vertegenwoordigde haar vaderland op de Olympische Winterspelen 2022 in Peking.

## Carrière
Bij haar wereldbekerdebuut, op 14 december 2019 in Peking, eindigde Murase op de vijfde plaats. Zes dagen later stond ze in Atlanta voor de eerste maal in haar carrière op het podium van een wereldbekerwedstrijd. Op de FIS wereldkampioenschappen snowboarden 2021 in Aspen eindigde de Japanse als vijfde op het onderdeel slopestyle en als zesde op het onderdeel big air. Op 23 oktober 2021 boekte Murase in Chur haar eerste wereldbekerzege. Tijdens de Olympische Winterspelen van 2022 veroverde ze de bronzen medaille op het onderdeel big air, op het onderdeel slopestyle eindigde ze op de tiende plaats. 

## Resultaten

### Olympische Winterspelen
| Jaar | Plaats | Resultaten               |
| ---- | ------ | ------------------------ |
| 2022 | Peking | Big air · 10e Slopestyle |

### Wereldkampioenschappen
| Jaar | Plaats | Resultaten               |
| ---- | ------ | ------------------------ |
| 2021 | Aspen  | 6e Big air 5e Slopestyle |

### Wereldbeker
Eindklasseringen
| Seizoen   | Algm   | BA     | SS     |
| --------- | ------ | ------ | ------ |
| 2019/2020 | 23e    | 7e     | 29e    |
| 2020/2021 | Zilver | Zilver | Zilver |

Wereldbekerzeges
| Datum            | Plaats   | Onderdeel  |
| ---------------- | -------- | ---------- |
| 23 oktober 2021  | Chur     | Big air    |
| 1 januari 2022   | Calgary  | Slopestyle |
| 2 september 2024 | Cardrona | Slopestyle |